# Aardslangen
Aardslangen, ook wel regenboogslangen, (Xenopeltidae) zijn een familie van slangen die deels ondergronds leven. 

## Naam en indeling
De wetenschappelijke naam van de groep werd voor het eerst voorgesteld door Karel Lucien Bonaparte in 1845. De familie bestaat uit één geslacht dat vertegenwoordigd wordt door twee soorten; de hainanregenboogslang (Xenopeltis hainanensis) en de regenboogslang (Xenopeltis unicolor).

## Algemeen
Het is een relatief zeer kleine familie van andere slangen; er zijn maar twee soorten die allebei gekenmerkt worden door een parelmoerachtige glans over het hele lichaam. In verouderde indelingen werden ook de wormslangen en de draadwormslangen als onderfamilies van de aardslangen beschouwd. Tegenwoordig worden zij als twee aparte families ingedeeld onder een andere superfamilie; Typhlopoidea. Aardslangen behoren tot de superfamilie Pythonoidea.